# Albertslund Idrætsforening Fodbold
Albertslund Idrætsforening Fodbold blev etableret med selve idrætsforeningen i 1920. Klubbens første fodboldsæson var i 1921, hvor klubben bl.a. var i pulje med lokalrivalerne fra Risby og Herstedvester.
Klubbens højeste rangering i fodbold var i sæsonerne 1987-1989 hvor de spillede i 3. division (Dengang var der ingen superliga)
Hidtid er klubben største fodboldstriumf at vinde Danmarksmesterskabet
i indendørs fodbold i 2005, samt at vinde DM i futsal i 2008 og 2009.
Albertlund Fodbold spiller til dagligt i Serie 1.
Udvalgte resultater:
- 2008/2009:  Guld (Futsal)
- 2007/2008:  Guld (Futsal)
- 2006/2007:  Sølv
- 2005/2006:  Bronze
- 2004/2005:  Guld